# 皮諾丘悖論

皮諾丘悖論

皮諾丘悖論（英語：Pinocchio paradox），又稱小木偶悖論。悖論故事的主角是義大利作家卡洛·科洛迪在著作《木偶奇遇記》中的主角皮諾丘。皮諾丘是一個木偶，天生喜歡撒謊，然而因為仙女的施法，當他一說謊，鼻子就會變長。本悖論是依據《木偶奇遇記》內容所構思的悖論。

## 悖論內容
皮諾丘是一個木偶，非常喜歡撒謊，但當他撒謊時，他的鼻子便會變長。
如果有一天，皮諾丘說：「我的鼻子要變長了！」，請問他到底有沒有說謊？
經過推理後，推理者將會發現，無論如何，假設與結果皆呈矛盾。

## 分析
分析的句子：皮諾丘：「我的鼻子要變長了。」
邏輯：二值邏輯
假設：
假設（1）：皮諾丘說的話為真
假設（2）：皮諾丘說的話為假
分析：
假設（1）：皮諾丘說的話為真
```
        表示皮諾丘「真的」鼻子變長了
       =>又鼻子變長=說謊
       =>所以皮諾丘說謊
```

假設（2）：皮諾丘說的話為假
```
        表示皮諾丘鼻子並沒有變長
        =>又鼻子沒有變長=未說謊
        =>所以皮諾丘沒有說謊
```

結論：每個假設與其結果皆為矛盾，於是悖論於焉成形。